# Brice de Nice – nicejski ślizg
Brice de Nice – nicejski ślizg (tytuł oryg. Brice de Nice) – francuski film komediowy z 2005 roku w reżyserii Jamesa Hutha.

## Opis fabuły
Brice Agostini mieszka w Nicei. Religią blisko 30-letniego mężczyzny jest surfing. Czeka, żeby podsumować na swojej wielkiej, jedynej fali... w Nicei. Na Morzu Śródziemnym nie ma jednak odpowiednich fal. Wysiaduje więc z deską na plaży. Gdy jednak jego ojciec trafia do więzienia, wysycha źródło dochodów syna milionera.

## Obsada
- Élodie Bouchez jako Jeanne
- Bruno Salomone jako Igor d'Hossegor
- Alexandra Lamy jako Syrena
- Clovis Cornillac jako Marius
- Jean Dujardin jako Brice
- Mathias Mlekuz jako Eudes, adwokat
- François Chattot jako ojciec Brice'a
- Isabelle Caubère jako Josie

i inni